# Wayne Thomas
Wayne Junior Robert Thomas (Gloucester, 17 maggio 1979) è un ex calciatore inglese, di ruolo difensore.

## Palmarès

### Club

#### Competizioni nazionali
- Football League Trophy: 1

Southampton: 2009-2010